# Vinkovci
Vinkovci (pronunciado v̞îːnkɔːv̞t͡si) es una ciudad de Croacia, en el condado de Vukovar-Srijem.  Rodeada de muchos grandes pueblos, es un centro de transporte local, sobre todo a causa de sus ferrocarriles.

## Historia
El sitio donde se ubica la ciudad de Vinkovci (en alemán Winkowitz, en húngaro Vinkovce, y en latín: Colonia Aurelia Cibalae) fue habitado mucho antes del período romano. El área de la ciudad ha estado habitada continuamente desde el Neolítico. Bajo los romanos la ciudad era conocida como Colonia Aurelia Cibalae y fue el lugar de nacimiento de los emperadores romanos Valentiniano I y Valente. Las termas romanas se conservan bajo tierra y, al igual que otros varios edificios romanos, situadas cerca del centro del Vinkovci de hoy.
En este lugar, el 8 de octubre de 314, el emperador romano Constantino I venció al emperador romano Licinio en la batalla de Cibalae.
Formaba parte del Imperio otomano entre los años 1526 y 1687 y fue gestionada desde el distrito militar (Sanjak) en  Szerém (Sirem = Sirmia). Su centro se situaba en Sremska Mitrovica (en turco Dimitrofça) en la Provincia de Budin (en turco Budin Eyaleti), del Imperio otomano. Fue capturada por el Imperio Habsburgo en el año 1687, pasando a sus dominios de acuerdo con el Tratado de Karlowitz en el año 1699. El dominio de los Habsburgo se prolongó hasta el año 1918.
Desde el año 1941 hasta el año 1945, Vinkovci era parte del Estado Independiente de Croacia. A partir del 17 de abril de 1944 la ciudad fue duramente bombardeada por los aliados, debido a su importante posición para el transporte, al encontrarse situada en pleno Frente de Sirmia.
La ciudad y sus alrededores se vieron gravemente afectados por la Guerra de Croacia. La ciudad estaba cerca de la línea del frente entre la República de Croacia y los rebeldes serbios, pero se las arregló para evitar el destino de Vukovar (en la Batalla de Vukovar). Las secciones orientales de la ciudad fueron dañadas considerablemente por los bombardeos, y el cercano pueblo de Ceric fue casi completamente destruido. La destrucción más importante en el centro de la ciudad fueron la biblioteca de la ciudad, que se quemó por completo derrumbándose, los tribunales de justicia, las iglesias católica y ortodoxa, los dos hospitales, el teatro, dos salas de cine y una serie de empresas y fábricas.
En diciembre de 1995-1996, la estación de ferrocarril de la ciudad de Vinkovci sirvió de base para el transporte por ferrocarril de la  1ª División Blindada del Ejército de los Estados Unidos en la ruta a Županja para cruzar el río Sava en Bosnia durante la Operación Fuerza de Implementación.
El Ejército de Tierra Croata ha colocado la sede de la Brigada Blindada de la Guardia-Mecanizada en el cuartel "Bosut" en Vinkovci. La brigada actual se formó en 2007 e incorpora las brigadas Tercera y Quinta de exguardias, así como otras varias que se formaron durante la Guerra de Croacia.

## Geografía
Se encuentra a una altitud de 87 m s. n. m. a 272 km de la capital nacional, Zagreb.
Vinkovci está situado en la parte oriental de la región de Eslavonia, a 19 kilómetros (12 mi; 12 mi) al suroeste de Vukovar, 24 kilómetros (15 mi; 15 mi) Županja y 43 kilómetros (27 mi; 27 mi) al sur de Osijek. La ciudad se encuentra en una llanura del río Bosut, a una altura de aproximadamente de 90 metros (295 pies), y tiene un leve clima continental. Vinkovci es también parte de la subregión de Sirmia.

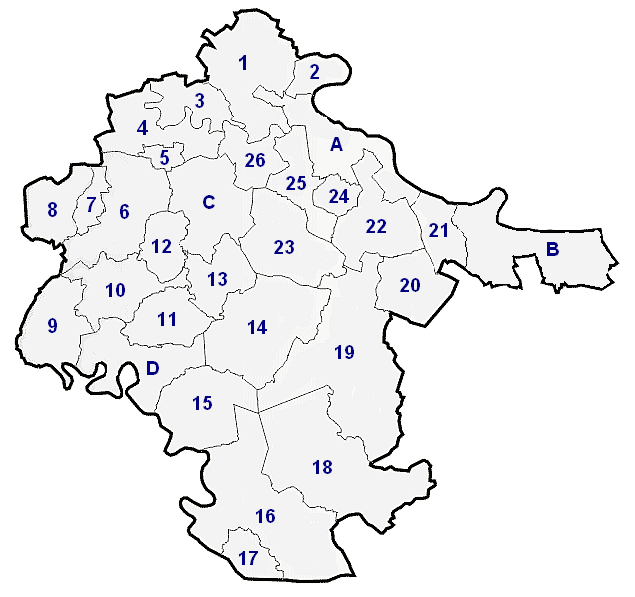
Vinkovci en el Condado de Vukovar-Srijem, con la letra (C).

Se conecta con todas las rutas ferroviarias principales de la región, mientras que las carreteras estatales  D46 y la  D55 conectan con las autopistas; El río Bosut no es navegable. Los pueblos cercanos y los municipios adyacentes, incluyen Ivankovo , Jarmina, Markušica, Nuštar, Privlaka y Stari Jankovci.

## Demografía
En el censo 2011 el total de población de la ciudad fue de 35 312 habitantes, distribuidos en las siguientes localidades:
- Mirkovci - 3 283
- Vinkovci - 32 029

| Gráfica de población de Vinkovci 1857-2011                          |
|                                                                     |
| Según los censos de población de la oficina estadística de Croacia. |

## Economía y transportes

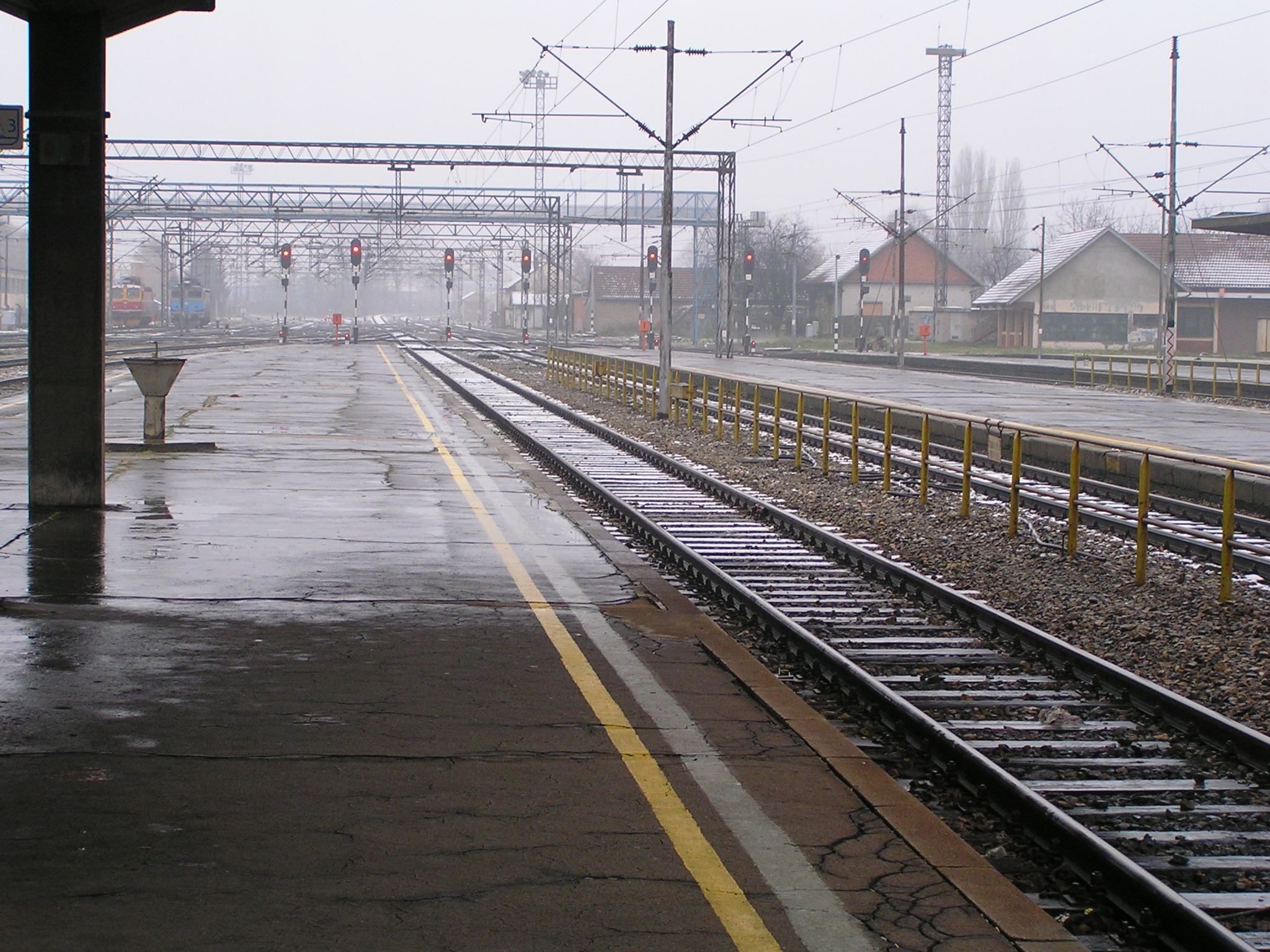
La estación de tren de Vinkovci se extiende por toda la parte noroeste de la ciudad. La terminal de pasajeros, donde fue tomada esta imagen, tiene tres plataformas.

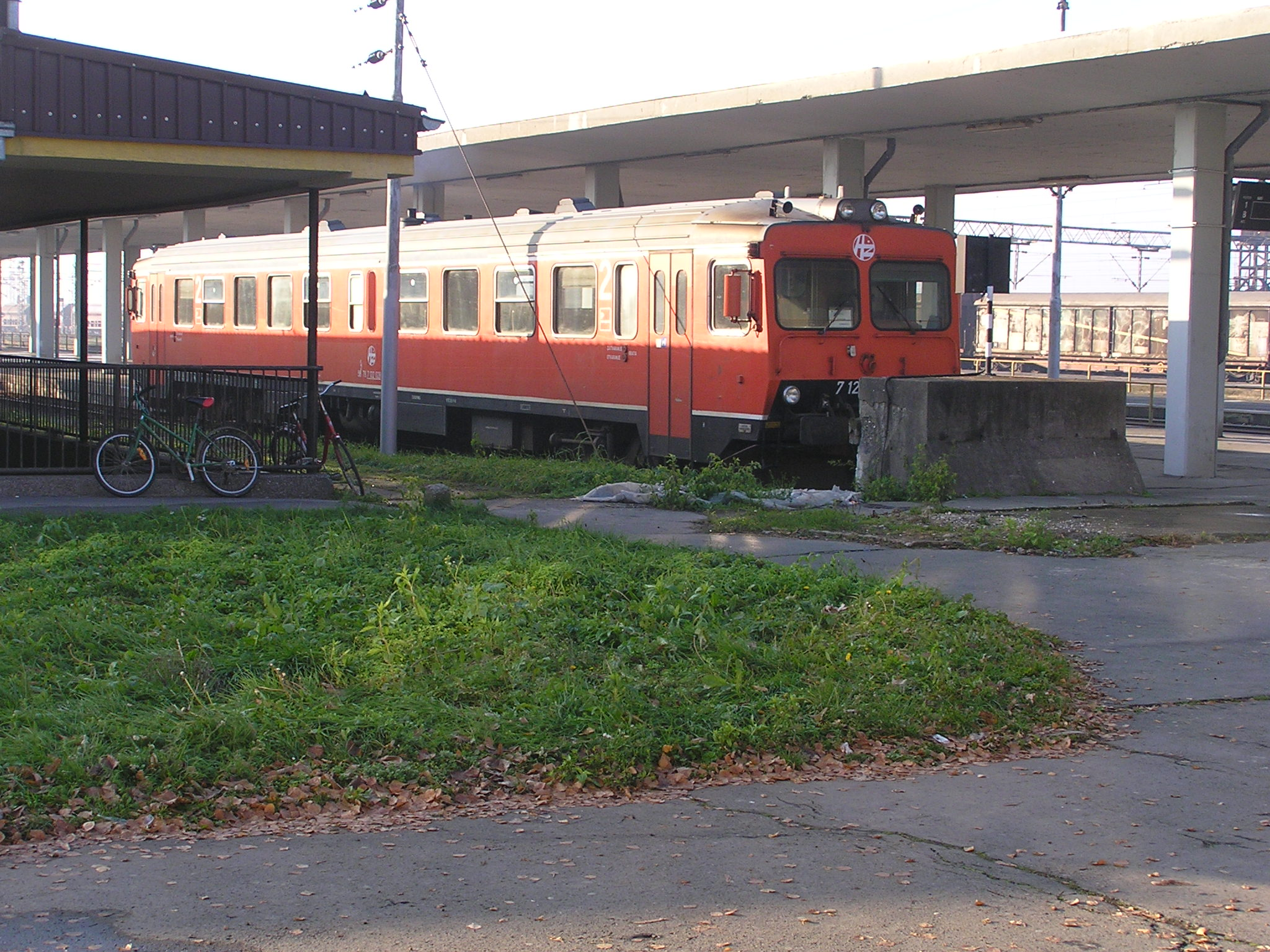
Un tren local que sale de Vinkovci, situado en una vía lateral.

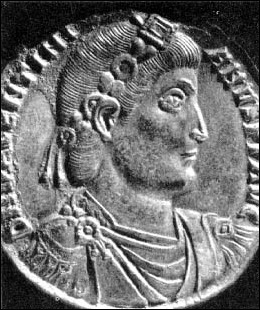
Moneda con la imagen de Valentiniano I

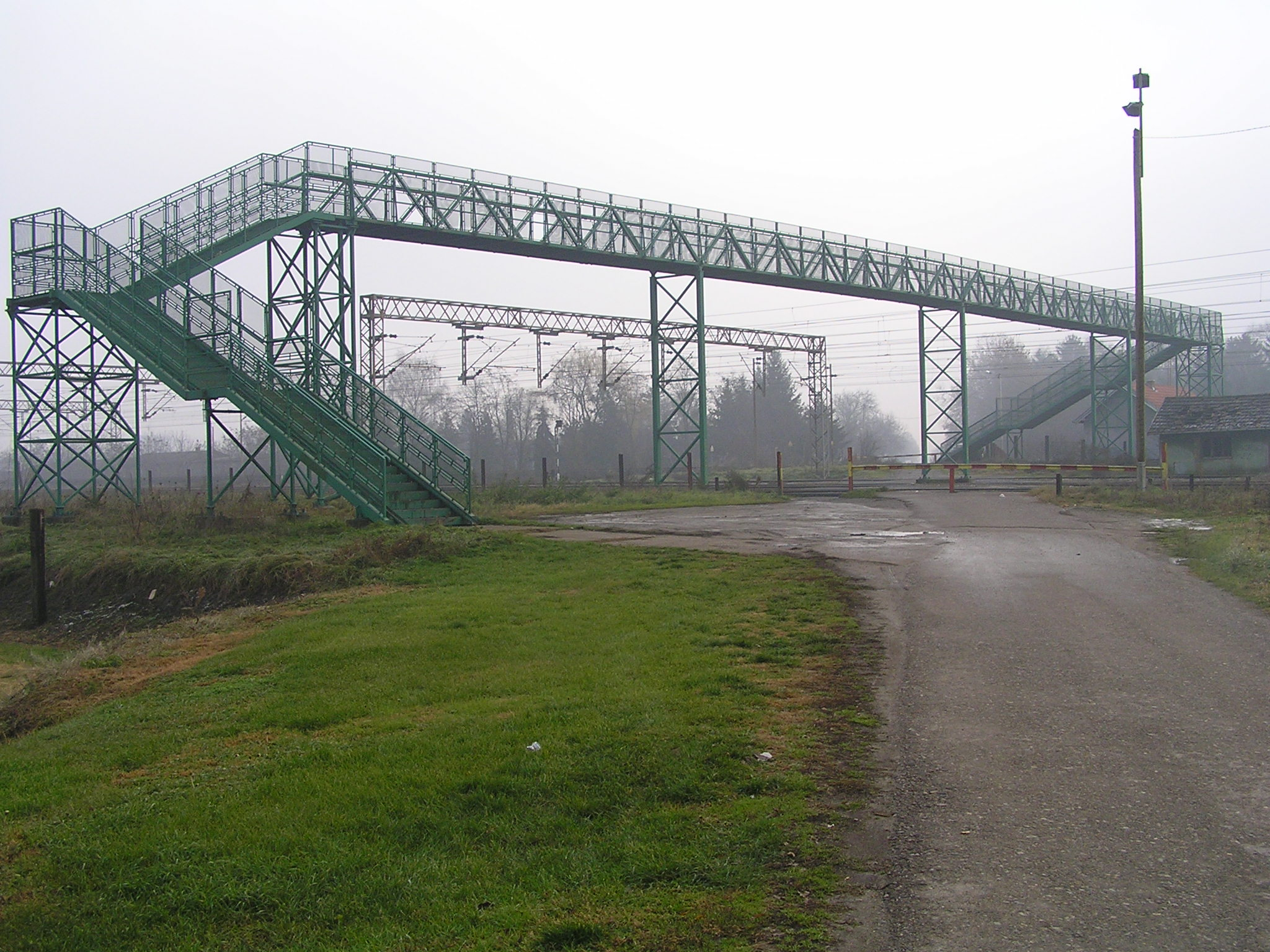
La estación de trenes tiene por separado las secciones de pasajeros y las de carga, ambas con más de una docena de vías de ferrocarril, por lo que un puente peatonal fue construido entre los dos para permitir el tráfico a pie hacia los alrededores del norte.

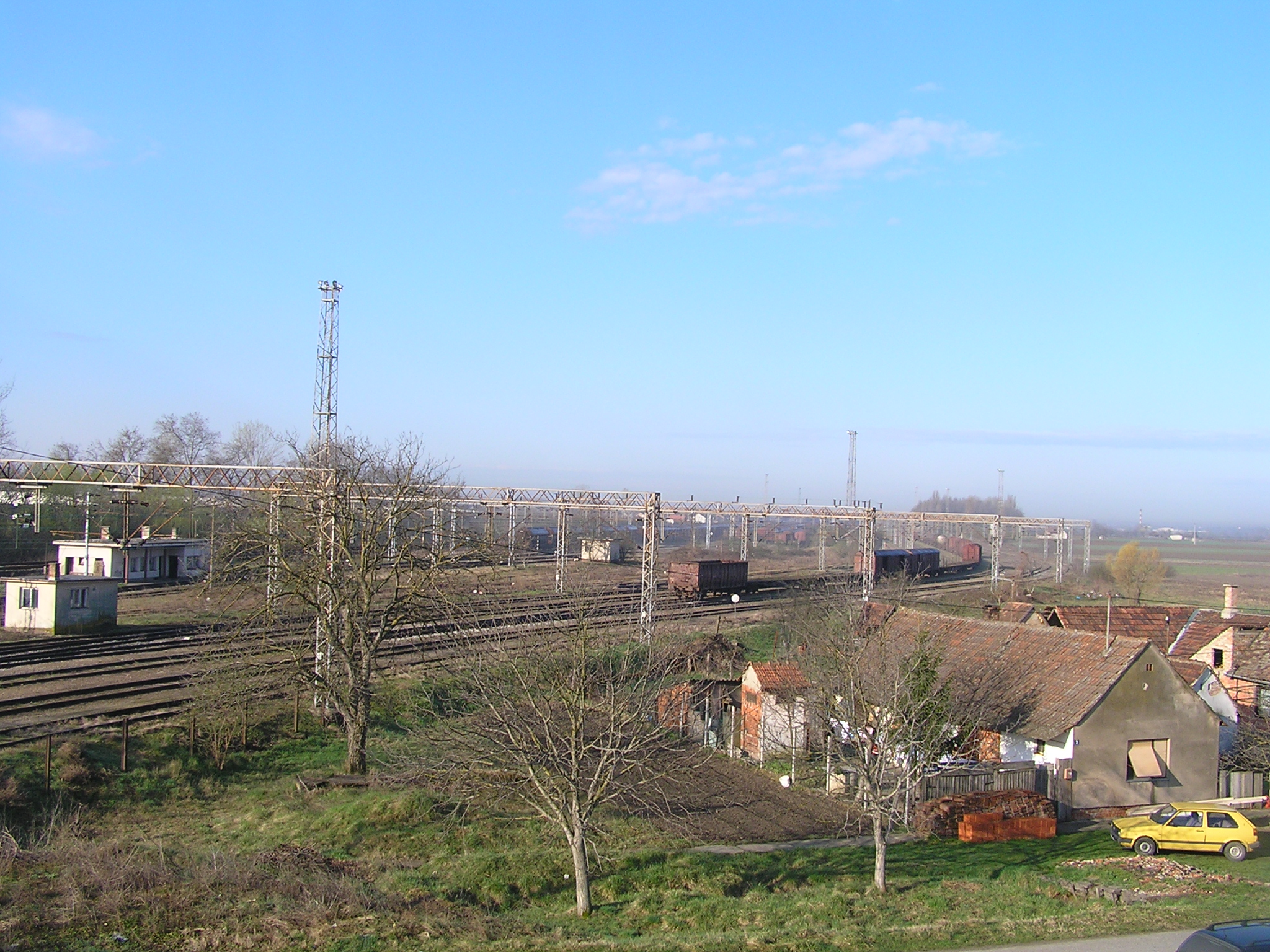
La estación de trenes de carga se encuentra al noreste de la ciudad.

Su  Economía se basa principalmente en el comercio, transporte,  alimentos y procesamiento de metales. Las industrias incluyen productos alimenticios, materiales de construcción, madera de los bosques, metalurgia, cuero y textil. Debido a  las tierras de cultivo que la rodean, también son notables la agricultura y la ganadería, albergando la ciudad un Centro de Mejoramiento de Cultivos.
Vinkovci es el principal ferrocarril de unión con el este de Croacia, con los ferrocarriles que van desde Bosnia y Herzegovina hacia Hungría y de la capital Zagreb hacia Belgrado. Es el mayor nudo ferroviario, después de Zagreb, y el segundo más importante de Croacia, y en él subyace la importancia del tránsito en Vinkovci.
Vinkovci es también el punto de encuentro de las carreteras de  Posavina y Podravina y de la intersección de la carretera principal  D55 Županja-Vinkovci-Vukovar y varias carreteras regionales.
Vinkovci y su estación de ferrocarril se presentan en la novela Asesinato en el Orient Express de Agatha Christie como el lugar donde el Orient Express se avería.

## Cultura
La ciudad cuenta con un patrimonio histórico y cultural extremadamente rico, siendo la atracción más interesante la pre- románico de la iglesia de Meraja del año 1100, mostrando los escudos de armas de los reyes  Koloman y  Ladislao, siendo uno de los monumentos medievales culturales más importantes de Croacia. Por desgracia, las antiguas vigas de madera de este monumento han tenido que ser retiradas recientemente y eliminadas, siendo sustituidas por una nueva zona moderna, de ladrillo superior y de un techo añadido, destruyendo totalmente su aspecto. Afortunadamente, el edificio se protege del verano por árboles maduros.
El evento anual más famoso, uno de los más importantes de Eslavonia, es el Festival de música folk "Otoños de Vinkovci" (Vinkovačke Jeseni), que incluye actuaciones de folclore y la presentación de las costumbres populares de Eslavonia. Se caracteriza por una serie de originales actuaciones  de música folclórica con  hermosos trajes típicos, un concurso de belleza, concursos de los fabricantes de Kulen (ahumado con  pimentón y con sabor a salchichas), ciruela aguardiente y otros alimentos tradicionales, y sobre todo por el cierre magnífico del desfile.
La escuela de música de Vinkovci, Josip Runjanin, lleva el nombre del compositor del Himno Nacional de Croacia Lijepa Domovino. El  gimnasio de Vinkovci lleva el nombre de  Matija Antun Reljković, un escritor eslavo que vivió en la ciudad en el siglo XVIII.

## Relaciones internacionales

### Hermanamiento
Vinkovci está hermanada con:
| - Camponogara, Italia - Kenzingen, Alemania - Ohrid, Macedonia del Norte | - Koprivnica, Croacia - Kőbánya, Budapest, Hungría - Široki Brijeg, Bosnia y Herzegovina |

## Deportes
El club local de fútbol todavía lleva el nombre en latín de Cibalia.